# Lennart Green (illusionist)

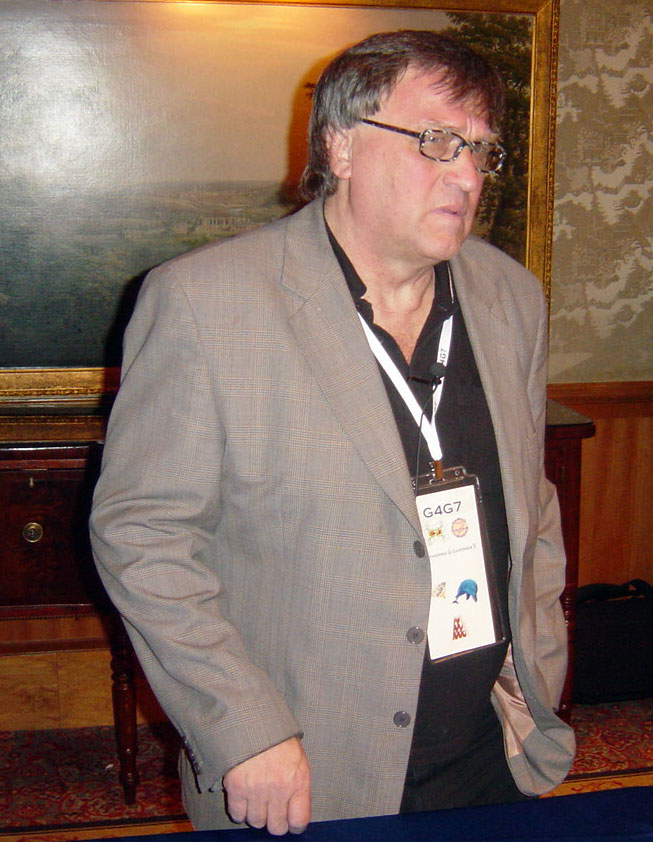
Lennart Green 2006.

Lennart Green, född 25 december 1941 i Västervik, är en illusionist från Göteborg. Green är en så kallad close-up-magiker och erhöll titeln världsmästare i kortmagi 1991 av Fédération Internationale des Sociétés Magiques.
Green var med i tv-programmet World’s Greatest Magic TV special och han håller seminarier över hela världen. 2005 höll han ett TED Talk.